# Changan X5 Plus
Changan X5 Plus и Oshan X5 — пятиместные компактные кроссоверы, выпускаются китайской компанией Changan с 2020 года. На некоторых рынках автомобили известны как Oushan.

## Описание

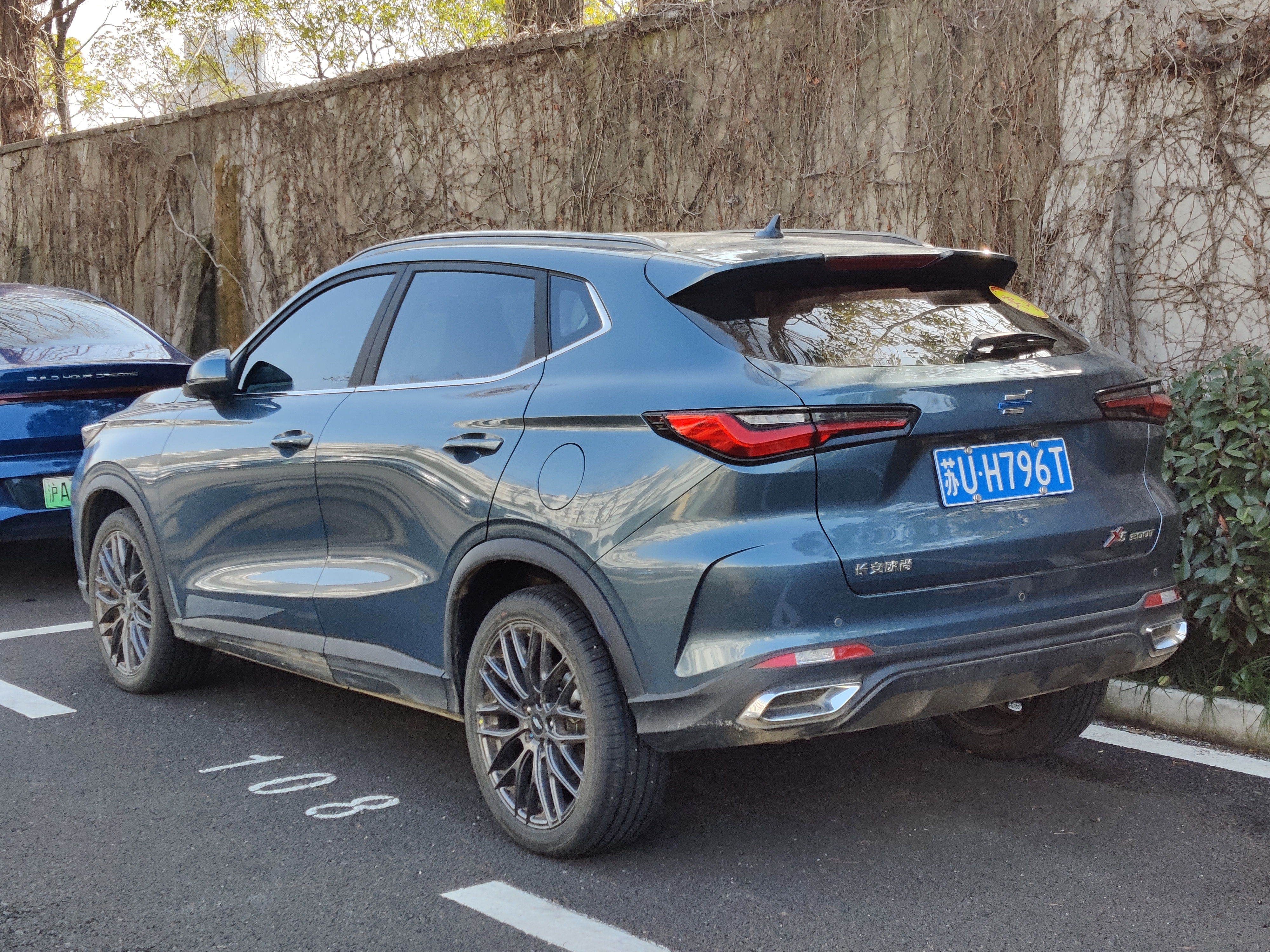
Вид сзади

Oshan X5 дебютировал в июле 2020 года в Чэнду и поступил в продажу на китайском рынке в ноябре 2020 года по ценам от 69900 до 102900 юаней. Автомобиль базируется на платформе Changan MPA и приводится в движение 1,5-литровым турбодвигателем Blue Whale NE мощностью 180 л. с. и крутящим моментом 300 Н⋅м в паре с семиступенчатой трансмиссией с двумя сцеплениями.

## Oshan X5 Plus
Oshan X5 Plus является модернизированным вариантом Oshan X5, выпущенным в ноябре 2022 года. Он оснащён 1,5-литровым турбодвигателем Blue Core мощностью 136 кВт (188 л. с.) и крутящим моментом 300 Н⋅м, который сочетается в паре с семиступенчатой трансмиссией с двумя сцеплениями. Заявленный разгон до 100 км/ч составляет 7,51 сек.

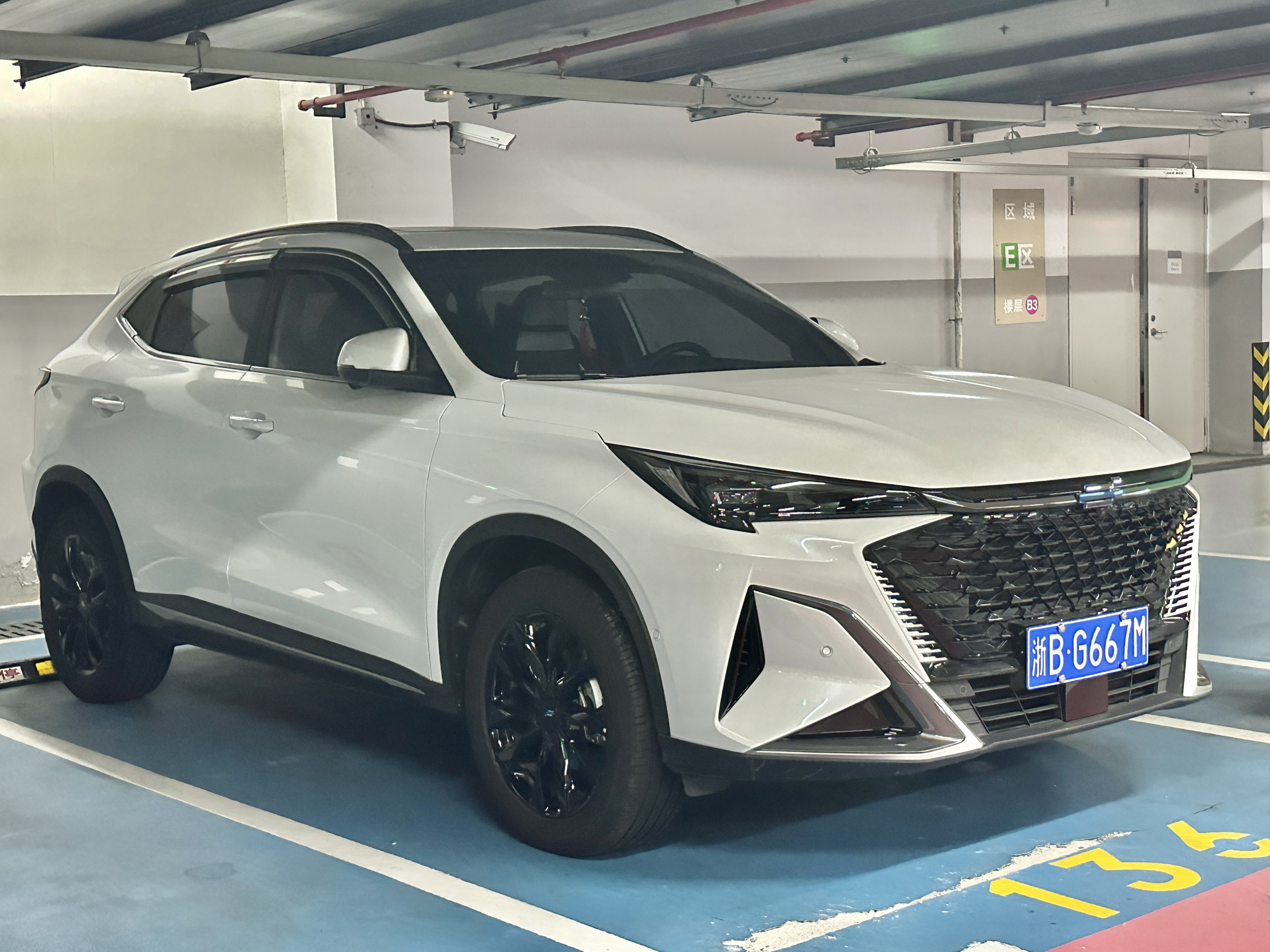
Вид спереди
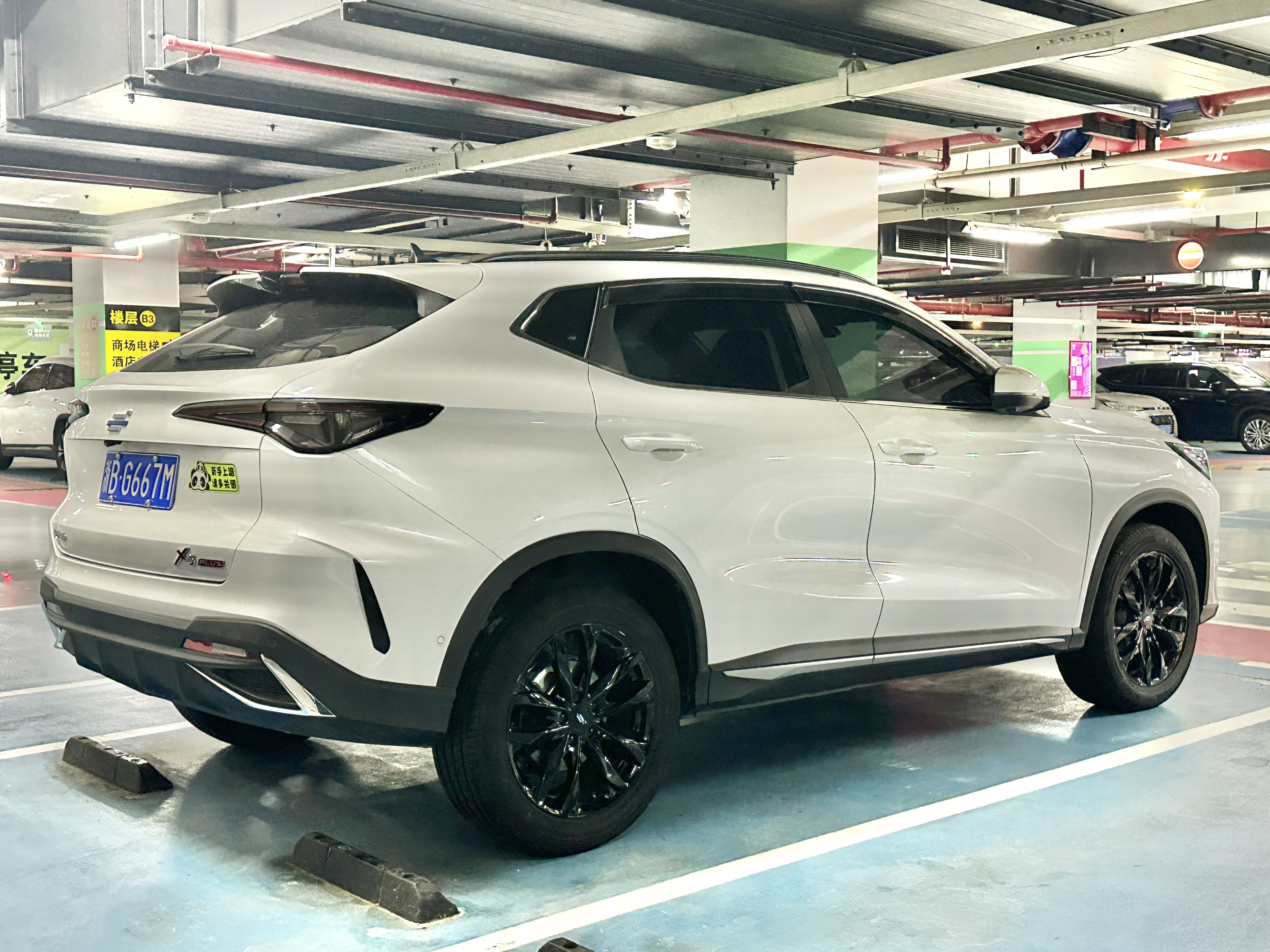
Вид сзади

## Volga K30
Volga K30 является ребеджинговой версией Changan X5 Plus для российского рынка, где была презентована 21 мая 2024 года.